# Oberamt Offenburg
Das Oberamt Offenburg war in napoleonischer Zeit eine Verwaltungseinheit im Großherzogtum Baden. Es bestand von 1807 bis 1810.

## Geschichte

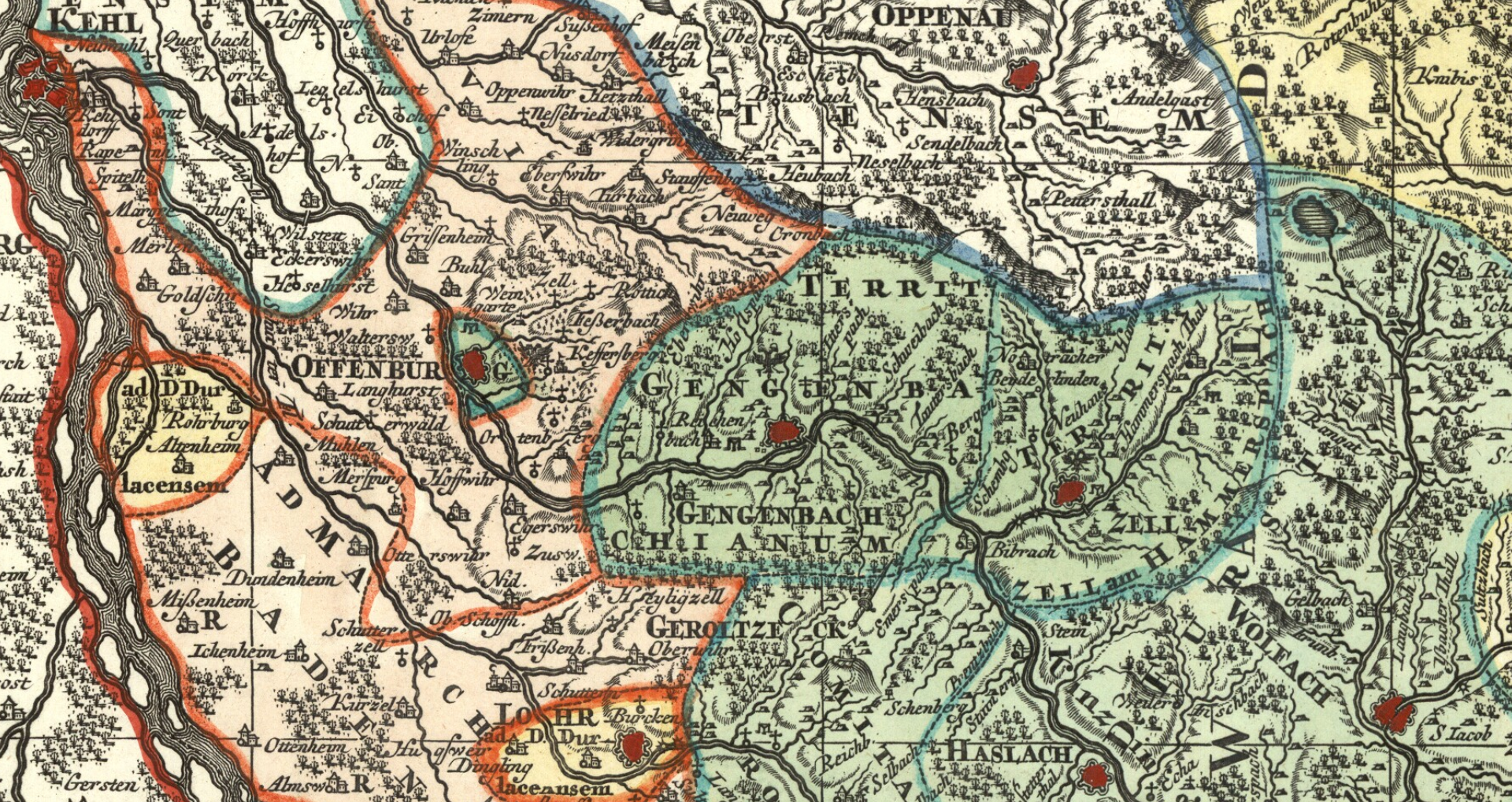
Das Gebiet der Freien Reichsstädte Offenburg, Gengenbach und Zell am Harmersbach auf einer Karte von 1725.

Zu Zeiten des Heiligen Römischen Reiches hatte das am Austritt der Kinzig aus dem Schwarzwald in die Oberrheinische Tiefebene gelegene Offenburg den Status einer Freien Reichsstadt inne. Infolge des Reichsdeputationshauptschlusses 1803 wurde sie mediatisiert und der badischen Landeshoheit unterstellt. Dessen Regierung ordnete sie, aufgrund der vergleichbaren Strukturen, zunächst der Obervogtei Gengenbach zu. Sie setzte sich hauptsächlich aus weiteren, zuvor reichsfreien Gebieten, namentlich Gengenbach, Zell am Harmersbach und dem Reichstal Harmersbach zusammen. Im Sommer 1807 wurde sie aufgelöst, es entstanden das Vogteiamt Gengenbach und das Oberamt Offenburg. Im Rahmen der Verwaltungsgliederung des Landes wurden sie der Provinz des Mittelrheins, später Badische Markgrafschaft genannt, zugeordnet.

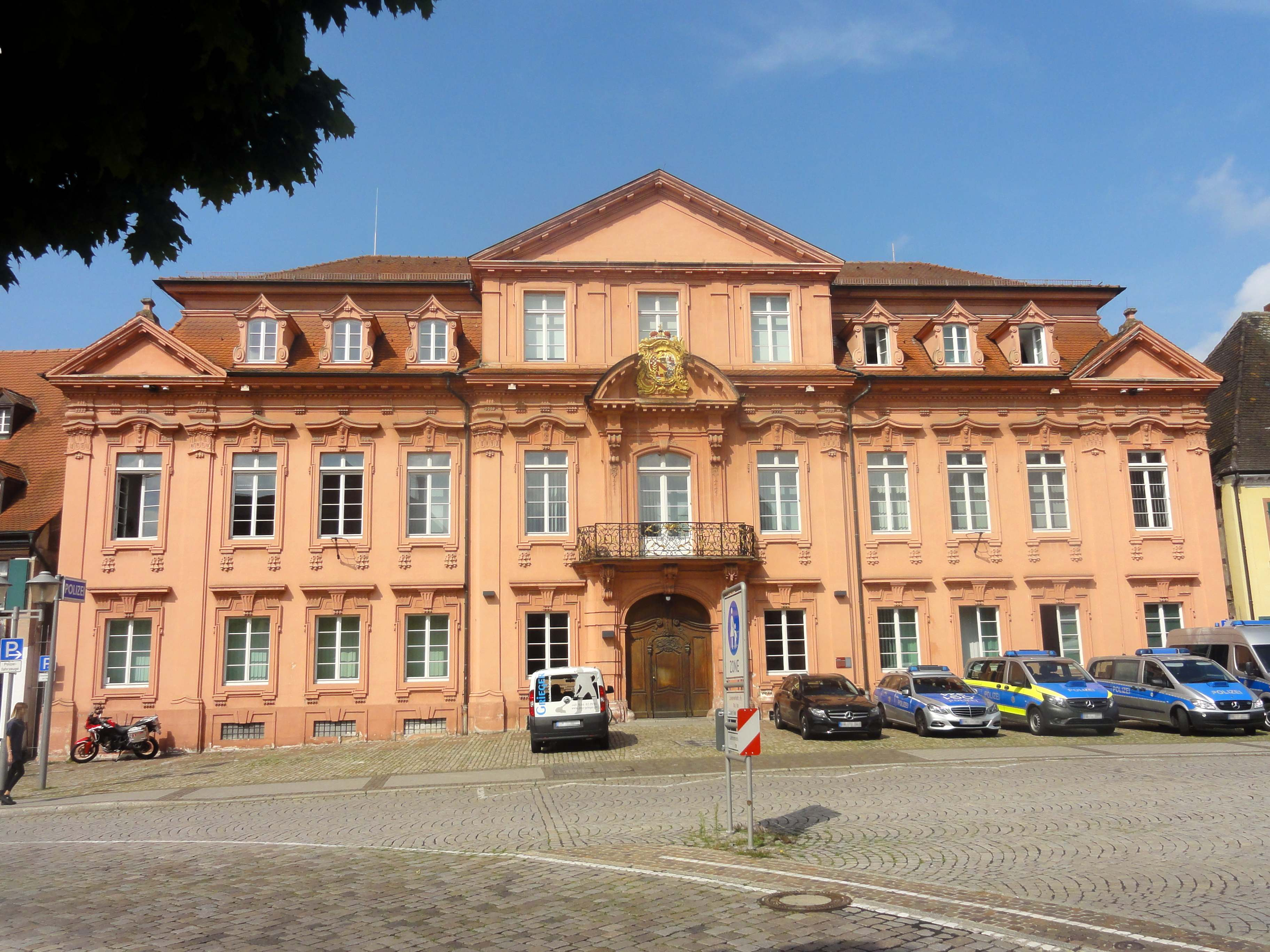
Der Königshof in Offenburg

Anlass der Gründung des Oberamts war, dass im Umfeld der Stadt infolge des Pressburger Friedens 1805 und der Verabschiedung der Rheinbundakte 1806 mittlerweile zahlreiche weitere Ortschaften  an Baden gefallen waren. Sitz der Verwaltung wurde der sogenannte Königshof. Mit der Leitung, als Landvogt und dem Titel eines Geheimrats, wurde August von Schwender beauftragt. Er hatte zuvor als Vizepräsident der Provinzverwaltung in Meersburg fungiert.
In Umsetzung des Novemberedikts von 1809 wurde Anfang 1810 der Nordteil als Amt Appenweier abgetrennt, der Rest bildete das Amt Offenburg.

## Zugehörige Ortschaften
Das Oberamt umfasste neben der Stadt hauptsächlich Ortschaften, die von der Landvogtei Ortenau, mit Umweg über das Herzogtum Modena-Breisgau, neu zu Baden gekommen waren. Es waren:
- das Gericht Ortenberg mit den Ortschaften Ortenberg, Fessenbach, Zell, Oberammersweier, Marlen, Goldscheuer, Kittersburg und Müllen
- das Gericht Griesheim mit den Ortschaften Schutterwald (die Oberherrschaft), Zunsweier, Elgersweier, Waltersweier, Bühl, Griesheim, Bohlsbach, Unterrammersweier und Ebersweier
- das Gericht Appenweier mit den Ortschaften Appenweier, Urloffen, Zimmern, Zusenhofen, Nußbach, Nesselried und Herztal

Außerdem
- das altbadische Amt Staufenberg, bestehend aus der Ortschaft Durbach, mit der Burg Staufenberg
- eine Reihe grundherrschaftlicher Orte: Niederschopfheim, Hofweier, Schutterwald (die Grundherrschaft), Berghaupten, Windschläg und Gaisbach

## Weitere Entwicklung
Aus dem Amt Offenburg entstand 1813 das Bezirksamt Offenburg und 1939 der Landkreis Offenburg. Bei der Kreisreform 1973 kamen Offenburg und Umgebung zum Ortenaukreis.